# Dreamer: Musicstar Popstar
Dreamer: Musicstar Popstar é um jogo eletrônico exclusivo para o Nintendo DS, o jogo foi desenvolvido pela produtora brasileira Overplay e lançado na Europa em 15 de janeiro de 2009 e nos Estados Unidos em 23 de janeiro de 2009.

## O jogo
No jogo o jogador vive a história de uma menina cujo sonho é o de se tornar uma estrela no ramo musical. Junto com suas amigas, ela forma uma banda para competir durante um campeonato internacional, onde será escolhida uma nova estrela da música pop. Para demonstrar o talento, são utilizados instrumentos como teclado, bateria e guitarra, além de dançar e cantar.
Os jogadores passam por fases situadas nas principais cidades do mundo, inclusive no Brasil. São disponibilizadas 12 músicas para a trilha do jogo, incluindo músicas licenciadas como "Toxic" (Britney Spears),  "Girls Just Want to Have Fun" (Cindy Lauper) e "Mas que Nada" (Jorge Ben-Jor).